# European Union Youth Orchestra
La European Union Youth Orchestra (EUYO) è un'orchestra sinfonica con membri provenienti da ciascuno dei 27 Stati membri dell'Unione europea. Descritta dal Guardian come "un suono orchestrale avvincente, esilarante, bello, pieno di energia, una messa a fuoco nitida e un'audacia collettiva... [e] un'abilità tecnica che è assolutamente terrificante", la EUYO collega le scuole di musica e il mondo della musica professionale per generazioni di musicisti europei sin dalla sua fondazione nel 1976.

## Storia
Fondata da Joy e Lionel Bryer nel 1976, la EUYO è stata ambasciatrice della cultura dell'Unione europea per 40 anni. I patron onorari della EUYO comprendono i capi di governo di tutti gli Stati membri dell'UE, il Presidente della Commissione europea e il Presidente del Parlamento europeo.
L'Orchestra ha lavorato con molti dei più grandi musicisti del mondo tra cui Daniel Barenboim, Leonard Bernstein, Sir Colin Davis, Herbert von Karajan, Mstislav Rostropovich e in particolare i suoi tre direttori musicali e il direttore principale: il direttore musicale fondatore Claudio Abbado, l'ex direttore musicale Vladimir Ashkenazy, l'ex direttore musicale e direttore laureato Bernard Haitink e il direttore capo Vasilij Ėduardovič Petrenko.
La EUYO si è esibita nella maggior parte delle principali sale da concerto del mondo, in particolare presso la Royal Albert Hall, il Musikverein, la Carnegie Hall e la Boston Symphony Hall. Da Amsterdam ad Abu Dhabi, da Mosca a Mumbai, da Seul a San Paolo - 4 Continenti, 43 paesi, 177 città e 224 luoghi finora.
I 3.000 ex alunni dell'EUYO hanno tutti attraversato il rigoroso processo annuale di audizione dell'Orchestra in tutti i 27 Stati membri dell'UE e molti sono ora noti direttori, solisti, insegnanti e strumentisti che lavorano con le principali orchestre del mondo, tra cui la London Symphony Orchestra, i Berliner Philharmoniker, la Boston Symphony Orchestra e l'Orchestra reale del Concertgebouw. La sede estiva e la principale località partner dell'EUYO è Grafenegg, dove nel 2014 fu lanciato l'European Music Campus.
Nel 2014 l'Orchestra ha avviato un innovativo programma di partenariato - Towards 2020 - che riunisce undici organizzazioni culturali e commerciali di dieci paesi dell'UE e trentacinque organizzazioni associate europee e di tutto il mondo, tra cui partner globali in Brasile, Cina, India e USA. Il progetto è stato cofinanziato dal programma di finanziamento culturale dell'UE "Europa creativa" nella sua prima fase e mira a creare un nuovo modello per i giovani talenti orchestrali di talento di tutti i 27 Stati membri dell'UE in modo da rispondere alle mutevoli esigenze del pubblico e società del 21 secolo.
T2020 coinvolge l'Orchestra in prototipi di formazione innovativi, programmi di spettacoli, piattaforme digitali e modelli di pubblico, tutti progettati per consentire lo sviluppo culturale, opportunità di carriera e strategie di crescita del pubblico trasferibili ad altri settori culturali e creativi.
Il 12 maggio 2016 l'European Union Youth Orchestra ha annunciato che avrebbe dovuto cessare le operazioni a partire da settembre 2016 a causa della mancanza di finanziamenti futuri da parte dell'Unione Europea. Sennonché la notizia ha attirato un ampio sostegno in tutta Europa, dove hanno avuto luogo campagne e flashmob e molti direttori e artisti, tra cui Antonio Pappano, Gustavo Dudamel e Daniel Barenboim, hanno messo i loro nomi in una dichiarazione a sostegno del lavoro dell'Orchestra. Il 31 maggio 2016 un comunicato stampa ufficiale del Consiglio dei ministri e della Commissione dell'UE ha confermato che il presidente Jean-Claude Juncker aveva ordinato a tre commissari di trovare finanziamenti per l'EUYO. Il 1º giugno 2016 il presidente Juncker ha annunciato una proposta per consentire all'Unione europea di ritornare ai fondi di base dell'EUYO.
L'orchestra ha annunciato nell'ottobre 2017 che, in seguito alla Brexit, intende trasferirsi da Londra all'Italia. Si prevede che i giovani britannici cesseranno di essere idonei a partecipare all'orchestra in futuro.  Nel dicembre 2018 la EUYO stabilisce ufficialmente la propria sede a Ferrara.

## Direttori musicali
- Claudio Abbado 1976 - 1994
- Bernard Haitink, 1994 - 2000
- Vladimir Ashkenazy, 2000 - 2015
- Bernard Haitink (Direttore laureato) e Vasilij Ėduardovič Petrenko (Direttore principale), 2015

## Consiglio dell'Orchestra
- Ian Stoutzker, CBE, FRCM, Hon.FRAM, FRWCMD -Presidente del consiglio dell'orchestra, Amministratore e Co-presidente
- Sir John Tusa - Amministratore, Co-presidente
- Martijn Sanders - Amministratore
- Anthony Sargent, CBE - Amministratore
- Marshall Marcus, Amministratore delegato

## Direttori del passato
Tra gli altri: 
- Claudio Abbado
- Vladimir Ashkenazy
- Daniel Barenboim
- Leonard Bernstein
- Herbert Blomstedt
- James Conlon
- Sir Colin Davis
- Antal Doráti
- Carlo Maria Giulini
- Ivan Fischer
- Bernard Haitink

- Herbert von Karajan
- Rafael Kubelík
- Erich Leinsdorf
- Lorin Maazel
- Zubin Mehta
- Gianandrea Noseda
- Vasilij Ėduardovič Petrenko
- Kurt Sanderling
- Gennady Rozhdestvensky
- Mstislav Rostropovich
- Sir Georg Solti

## Solisti del passato
Tra l'altro, l'EUYO si è esibita con:
- Salvatore Accardo
- Martha Argerich
- Vladimir Ashkenazy
- Emanuel Ax
- Teresa Berganza
- Yefim Bronfman
- Renaud Capuçon
- Gautier Capuçon
- Kyung Wha-Chung
- Diana Damrau
- Plácido Domingo
- Isabelle Faust
- Bernarda Fink
- Dietrich Fischer-Dieskau
- Sir James Galway
- Angela Gheorghiu

- Matthias Goerne
- Susan Graham
- Natal'ja Gutman
- Lynn Harrell
- Barbara Hendricks
- Daniel Hope
- Janine Jansen
- Leōnidas Kavakos
- Nigel Kennedy
- Evgeny Kissin
- Christa Ludwig
- Radu Lupu
- Karita Mattila
- Lord Yehudi Menuhin
- Midori
- Shlomo Mintz

- Viktoria Mullova
- Anne-Sophie Mutter
- Jessye Norman
- Murray Perahia
- Itzhak Perlman
- Francesco Piemontesi
- Maria João Pires
- Mikhail Pletnev
- Margaret Price
- Maurizio Pollini
- Vadim Repin
- Ravi Shankar
- Arabella Steinbacher
- Christian Tetzlaff
- Alisa Weilerstein
- Pinchas Zukerman